# Bandiera del Sudan
La bandiera del Sudan è stata adottata il 20 maggio 1970, e consiste di un tricolore rosso-bianco-nero, con un triangolo verde sul lato del pennone, utilizzando quindi i colori panarabi. Prima del colpo di Stato militare del 1969, condotto da Gaafar Nimeiry, veniva usato un tricolore orizzontale blu-giallo-verde.

## Bandiere storiche

Bandiera utilizzata durante la Guerra mahdista e dal Sudan mahdista (1881-1899)
Bandiera del Regno d'Egitto e bandiera del Regno Unito usate insieme nel Sudan Anglo-Egiziano (1899-1956)
Bandiera del Governatore generale del Sudan anglo-egiziano (1899-1956)
Bandiera della Repubblica del Sudan (1956-1969) e della Repubblica Democratica del Sudan (1969-1970)
Bandiera navale della Repubblica del Sudan (1956-1969) e della Repubblica Democratica del Sudan (1969-1970)
Stendardo presidenziale durante la Repubblica Democratica del Sudan (1970-1985)
Variante dello stendardo presidenziale durante la Repubblica Democratica del Sudan (1970-1985)